# Harmonium Museum Nederland
Het Harmonium Museum Nederland was een museum dat gewijd is aan het harmonium, een toetsinstrument dat door middel van luchtdruk tonen voortbrengt. Het museum werd in 2001 opgericht en was gevestigd in het Veenpark in Barger-Compascuum. Met 250 herbergde het de grootste collectie harmoniums ter wereld; 150 ervan stonden opgesteld. Daarnaast waren er bijzondere instrumenten te zien, door hun aard of vroegere bespeler, en was er een grote theaterzaal aanwezig waar zangworkshops en uitvoeringen werden gegeven. Een groot aantal instrumenten in het museum was gerestaureerd en kon bespeeld worden.
Het museum werd in 2024 gesloten. De collectie werd overgedragen aan het Geelvinck Museum.

## Geschiedenis
De basiscollectie was voor een groot deel afkomstig van de verzamelaar Jan Vos, die het museum samen met Jaap Bos startte. Vos maakte in 1953 kennis met het harmonium toen zijn ouders een exemplaar van het merk American Organ Cie kochten. Zijn interesse ging echter meer uit naar de mechaniek in het instrument. Later kreeg hij het instrument van zijn ouders en restaureerde hij het. Het werd het eerste stuk uit zijn collectie, die verder uitgroeide met steun van schenkingen. Bij de oprichting van de Harmonium Vereniging Nederland in 1989 had hij inmiddels tientallen instrumenten in zijn bezit en was hij een van de eerste leden.

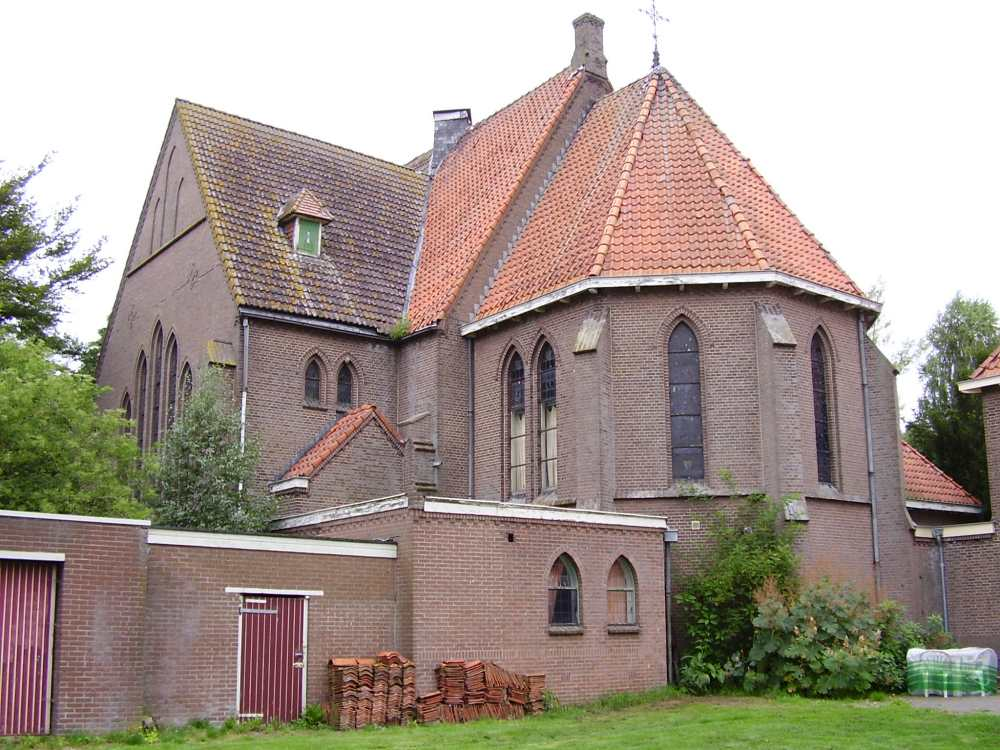
Sint-Antoniuskerk

In de jaren voorafgaand aan de oprichting hield de vereniging harmoniumdagen. Nadat een zoektocht naar een museumruimte in Elburg door hoge huurprijzen spaak liep hielden Vos en Bos vanaf augustus tot oktober 2000 een tentoonstelling in de Sint-Antoniuskerk in Zwartemeer. Vanwege de hoge vochtigheidsgraad werd naar een andere locatie gezocht. Deze werd gevonden toen het Veenpark in Barger-Compascuum het voormalige Turftheater op het terrein ter beschikking stelde. In hetzelfde jaar werd de Stichting Harmonium Museum Drenthe opgericht die in 2003 van naam veranderde naar Stichting Harmonium Museum Nederland.
Het museum kende verschillende renovaties, zoals met de aanleg van een klimaatbeheersingssysteem in 2008 en de plaatsing van een tochtsluis in 2010. Daarnaast was er in 2015 nog een verbouwing en werd in 2018 een vaste achterwand geplaatst. Sinds 2009 heeft het museum landelijke erkenning met een inschrijving in het Museumregister. Sinds 2018  is het in de cultuurnota van de gemeente Emmen opgenomen als erkend museum.
Het museum toonde 150 instrumenten uit een collectie van 250, wat naar eigen opgave de grootste collectie harmoniums ter wereld is. Een deel van de collectie is geschonken of in bruikleen gegeven. Van de 120 harmoniums van de oprichter Jan Vos worden 60 in het museum getoond. Exposities waren er bijvoorbeeld van organist Piet van Egmond (1912-1982) in 2006 en bouwer Jilles van der Tak (1830-1913) in 2017.

## Theaterzaal

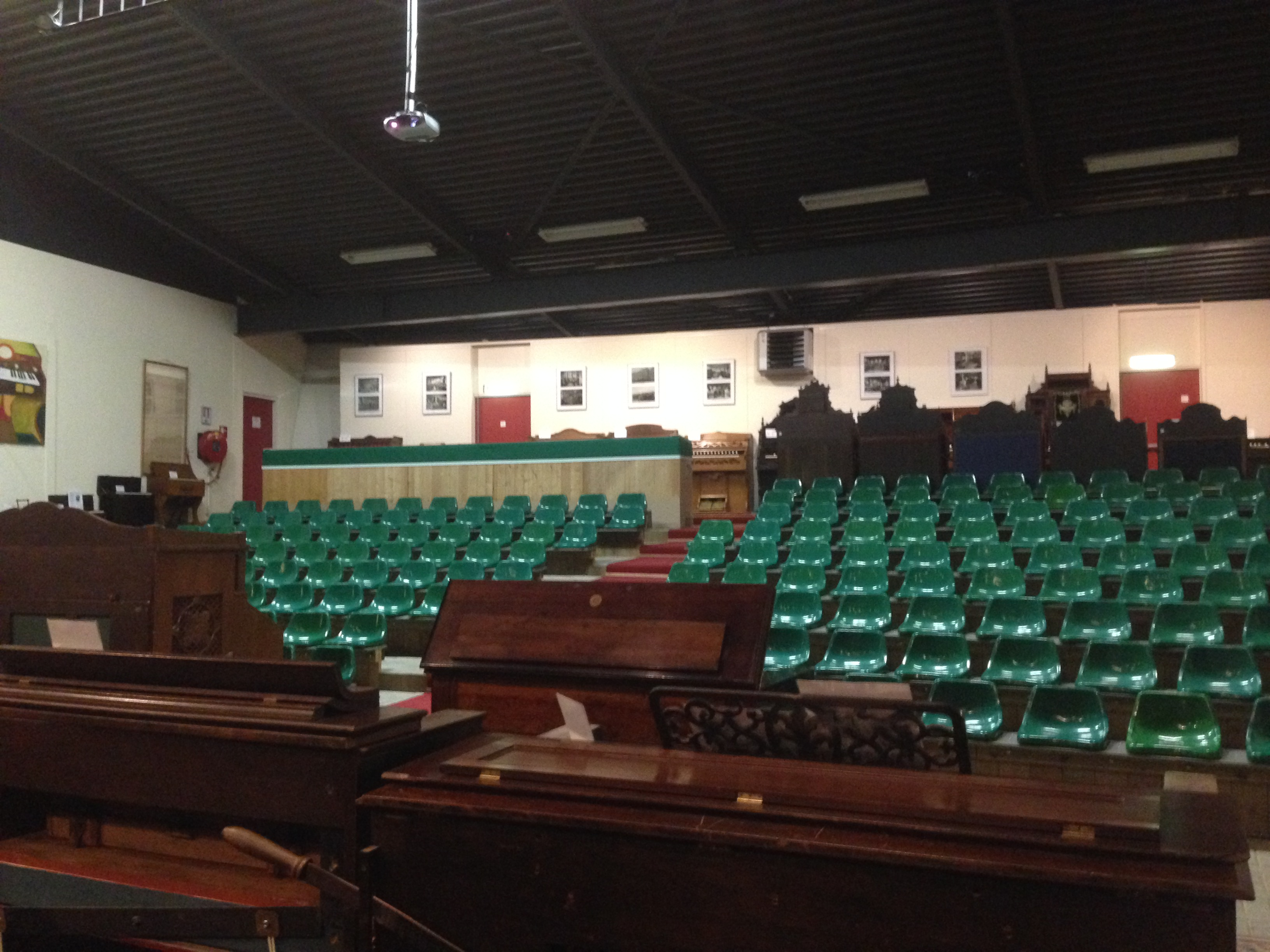
Theaterzaal

De theaterzaal, die in de jaren ervoor het Turftheater van het Veenpark was, vormde een belangrijk onderdeel van het museum. De zaal was gevestigd in een gebouw dat dienst heeft gedaan tijdens de Floriade van 1992. Toen stond het in Zoetermeer en stelde het de woning voor van de aardworm Aart (Aart's Paradijs). De zaal werd onder meer gebruikt voor uitvoeringen door organisten en zangkoren en voor zangarrangementen.
Sinds februari 2018 heeft de Japanse, prijswinnende organist Naruhiko Kawaguchi het museum enkele malen bezocht voor repetities, tijdens zijn vervolgstudie klavechord en fortepiano aan het Conservatorium van Amsterdam. Een Nederlands beroepsorganist die geregeld in het museum optrad, is Henk Stekelenburg.

## Collectie

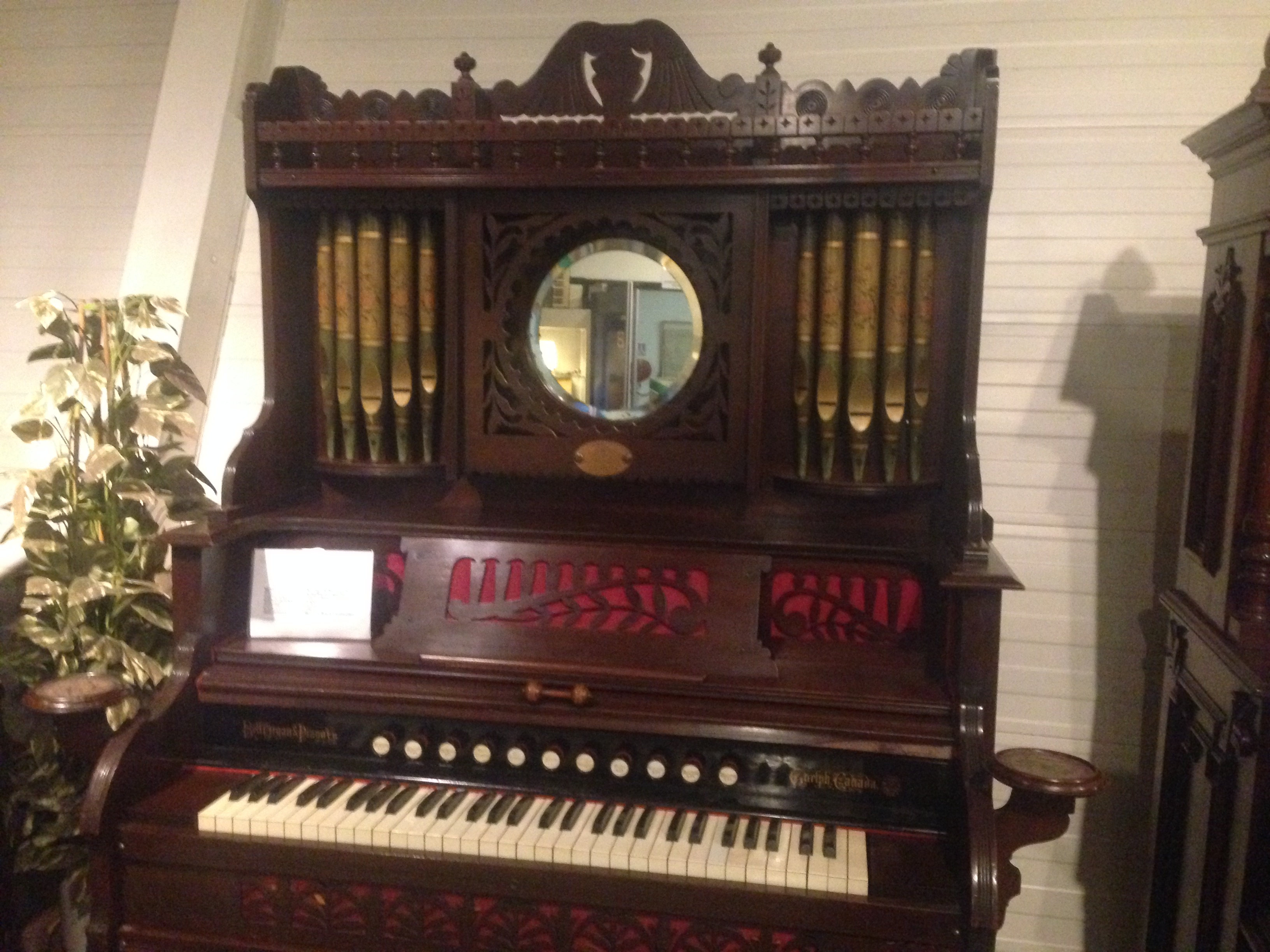
Canadees pijpharmonium

Er staat een gevarieerde collectie instrumenten waarvan een groot deel uit de 19e eeuw afkomstig is. Veel van de tentoongestelde harmoniums in het museum worden nog geregeld bespeeld.
Het oudste exemplaar is  afkomstig van de Franse harmoniumbouwer François Dubus uit 1840 dat met ingelegd fineer is gedecoreerd. Net als aan veel andere is ook aan dit instrument veel tijd besteed aan het houtsnijwerk. Veel handwerk is ook besteed aan de decoratieve sierpijpen van een drukwindharmonium (eind 19e eeuw) van Dumont & Lelièvre uit Les Andelys. Van Mustel (1874) uit Parijs is een exemplaar te zien dat op verzoek werd uitgevoerd in eikenhout terwijl in die tijd vooral met palissander werd gewerkt.
In de collectie bevindt zich een instrument met pedalen en drie klavieren (1942) dat in opdracht werd gebouwd door Van der Burg uit Amersfoort. Een exemplaar in het museum met minutieuze afwerking in jugendstil, eveneens door Van der Burg, is een zuigwindharmonium van het type Worcester. Naast Franse en Nederlandse waren er een groot aantal instrumenten te zien van Duitse bouwers, zoals een concertharmonium van Mannborg (1911) uit Leipzig die zuigwindharmoniums bouwde naar Amerikaans ontwerp.
Verder werd een collectie aan Engelse stukken getoond, zoals een zuigwindharmonium van John Holt uit Birmingham dat in 1860 werd gebouwd door het Amerikaanse Mason & Hamlin. Bij dit instrument wordt een groep registers tegelijk opengetrokken, wat de klankkleur in één handeling aanmerkelijk verandert. De handpomp moet tijdens het spelen worden bediend door een tweede persoon, opdat de toetsenist de voeten vrijhoudt om de pedalen te bedienen. Uit de Engelse school is verder nog een Rushworth & Dreaper (1920) uit Liverpool afkomstig. Ook was nog een kerkharmonium met afsluitbare deurtjes van het model Minster (1920) te zien van de bouwer Spenser uit Manchester.

### Vooraanstaande eigenaren

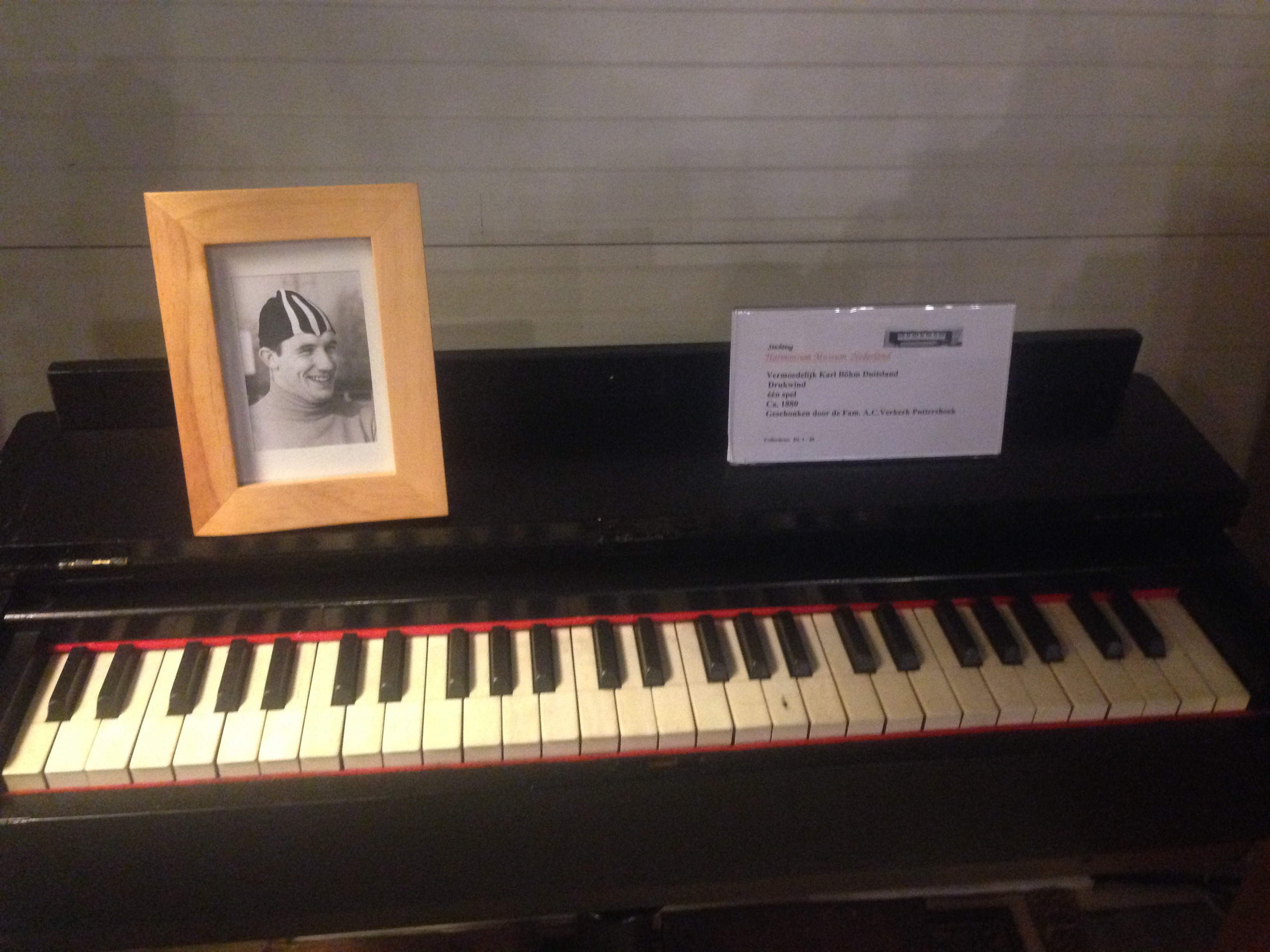
Harmonium van Kees Verkerk

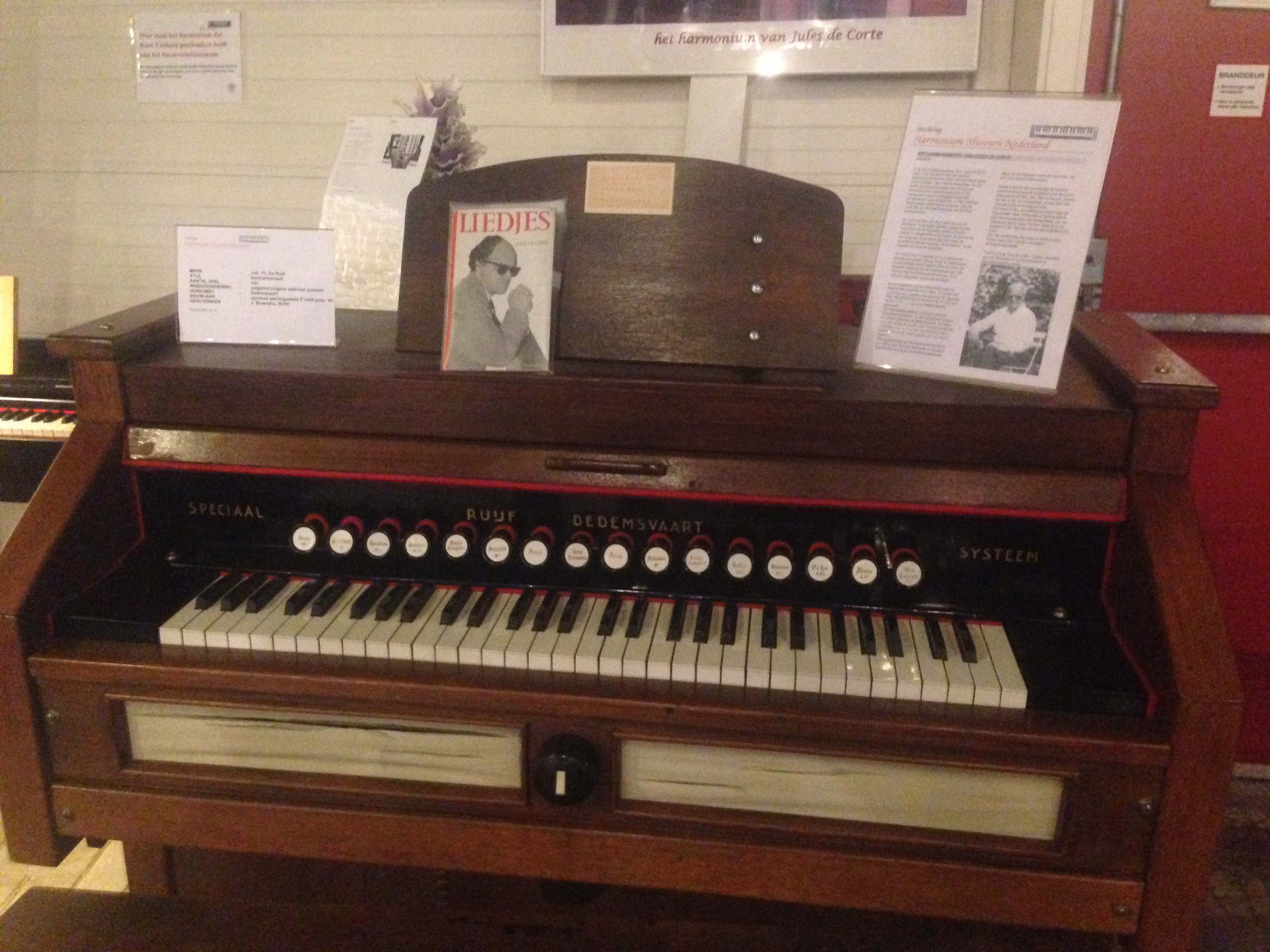
Harmonium van Jules de Corte

In het museum stonden enkele exemplaren die van bekende Nederlanders zijn geweest, zoals van Kees Verkerk (geboren 1942) die in de jaren zestig bekend werd om zijn gouden medailles in het langebaanschaatsen. Minder bekend is Verkerks muzikale talent als organist en trompettist.
Daarnaast stond een harmonium in het museum dat van de blinde pianist en singer-songwriter Jules de Corte (1924-1996) is geweest. Het harmonium vormde de basis van zijn muziekcarrière en hij leerde het bespelen in zijn tijd bij de blindeninstituten van de zusters van De Wijnberg en fraters van Sint-Henricus, beide in Grave.
Van de bouwer Hofberg stond er een studieharmonium (1930) dat van de Nederlandse toetsenist en dirigent Piet van Egmond (1912-1982) is geweest. Het werd gebouwd in Leipzig en had pedalen met toen nog twee klavieren. In 1965 bouwde Goldsmeding uit Amsterdam het om tot drie klavieren. Van Egmond nam het mee naar Den Helder toen hij zijn laatste jaren in het verpleeghuis Den Koogh doorbracht. Na een grondige renovatie stond het sinds 2005 in permanente bruikleen in het Harmonium Museum.
Ook was er een kapelharmonium (1900) te zien dat voor de Orchestrelle Company in Londen werd gemaakt door Gregorian. Tijdens het spelen kan een rij registers worden opengetrokken en kan met kniezwellen het volume worden bepaald. Verder beschikt het over een vox humana dat de vibrato in de menselijke stem nabootst door een langwerpige schoep in beweging te brengen.

### Uitzonderlijke instrumenten
Naast de collectie reguliere harmoniums, beschikte het museum over een aantal uitzonderlijke instrumenten, waaronder een aantal grote kofferharmoniums die op te vouwen zijn zodat ze gemakkelijk vervoerd kunnen worden. Ook was er een klein opvouwbaar kistharmonium te zien dat in 1960 werd gebruikt door de aalmoezenier van de onderzeeboot Dolfijn. Ook was er een secretaire die getransformeerd kan worden naar een harmonium.
In het museum stond verder nog een instrument dat afwisselend als harmonium of piano kan worden bediend. Ook stond er een rolharmonium dat net als een pianola muziek af kan spelen met behulp van een rol waarin de muziekuitvoering ligt opgeslagen. Het gaat hier om een Aeolian Colonial Model (1902) dat gemaakt werd in New York. De toevoer van lucht en de bediening van de klank is de taak voor de bespeler, de melodie komt van de rol. Ook was er nog een pijporgel te zien dat gemaakt is van resthout. Het werd gemaakt door Jan Rozema, de grootvader van sportverslaggever Evert ten Napel, en werd in 2011 aan het museum geschonken.

## Impressie
|  |  |  |